# Милн Бей (провинция)
Милн Бей е провинция на Папуа-Нова Гвинея. Площта ѝ е 14 345 квадратни километра и има население от 276 512 души (по преброяване от юли 2011 г.). Административен център е град Алотау.